# Wenling Tan Monfardini
Wenling Tan Monfardini (Hunan, 28 ottobre 1972) è una tennistavolista cinese naturalizzata italiana.

## Biografia
Con la maglia della nazionale italiana è stata campionessa europea a squadre nel 2003. Agli europei è stata anche per tre volte argento: una nel singolo (2003) e due nel doppio, in coppia con Nikoleta Stefanova (2008 e 2009). Per altre tre volte è stata sconfitta in semifinale, aggiudicandosi il bronzo: una volta nel singolo (2008) e due nel doppio, sempre in coppia con la Stefanova (2005 e 2007).
Ha difeso i colori azzurri anche alle Olimpiadi di Atene 2004 (nona nel doppio e diciassettesima nel singolo) e Pechino 2008 (trentatreesima nel singolo). Nell'aprile del 2012 ha conquistato il pass per le successive Olimpiadi di Londra 2012.
Ai campionati mondiali ha raggiunto, come miglior risultato, i sedicesimi di finale nel doppio (2005) e i trentaduesimi di finale sia nel singolo (2005 e 2007) che nel doppio misto (2007); nei campionati mondiali a squadre vanta un nono posto (2004).
Nel palmarès della Tan Monfardini anche un oro e un argento ai Giochi del Mediterraneo, rispettivamente nel 2009 nella gara a squadre e nel 2005 nel singolo.
A livello nazionale è stata campionessa italiana assoluta sia nel singolare (2008) che nel doppio, in coppia con la Stefanova (2009).

## Vita privata
Wenling Tan Monfardini è sposata con Alfio Monfardini e ha una figlia Gaia, anch'essa tennistavolista.